# Chris Savino
Christopher Mason Savino, dit Chris Savino, né le 2 octobre 1971 à Royal Oak (Michigan), est un animateur américain. Il a travaillé aux studios d'animation Spümcø, Games Animation, Hanna-Barbera et Cartoon Network Studios,  Walt Disney Television Animation. Il est également scénariste de la série My Little Pony. Il est renvoyé le 19 octobre 2017 par Nickelodeon en raison de plusieurs plaintes pour harcèlement sexuel le visant.

## Filmographie
- Ren et Stimpy
- Rocko's Modern Life
- Hé Arnold ! - storyboard
- Le Laboratoire de Dexter - storyboard, réalisateur, scénariste
- Cléo et Chico - storyboard
- Foe Paws - créateur
- Monsieur Belette - storyboard
- The Flintstones: On the Rocks (en) - storyboard, scénariste, créateur
- Les Supers Nanas - storyboard, producteur, scénariste, réalisateur
- Billy et Mandy, aventuriers de l'au-delà - storyboard (épisode To Eris Human)
- Foster, la maison des amis imaginaires - scénariste, direction d'animation
- Johnny Test - producteur, réalisateur (première saison)
- Kick Kasskoo - producteur, auteur
- My Little Pony - réalisateur, producteur
- Phinéas et Ferb -  scénariste et storyboard (depuis la quatrième saison)
- Objectif Blake ! - storyboard
- Bienvenue chez les Loud - créateur, scénariste, réalisateur, producteur exécutif et storyboard (jusqu’en octobre 2017[2])